# أحمد علي الأشول
أحمد علي الأشول  (و. 1947 –  م) هو ضابط من اليمن شغل منصب رئيس هيئة الأركان العامة.

## مناصب
الفريق الركن أحمد علي الأشول شغل عدة مناصب عسكرية رفيعة في اليمن خلال مسيرته المهنية الطويلة. فيما يلي أبرز المناصب التي تولاها:
1. عضو مجلس الشورى: بعد إعفائه من منصب رئيس هيئة الأركان العامة في ديسمبر 2014، تم تعيينه عضوًا في مجلس الشورى اليمني.
2. رئيس هيئة الأركان العامة للقوات المسلحة اليمنية: تولى هذا المنصب من 1 أبريل 2006 حتى 1 ديسمبر 2014. خلال هذه الفترة، قاد الجهود العسكرية وأشرف على إعادة هيكلة القوات المسلحة.
3. مدير الكلية الحربية: قبل تعيينه رئيسًا لهيئة الأركان العامة، شغل منصب مدير الكلية الحربية من عام 1994 حتى عام 2006.
4. مدير كلية الطيران والدفاع الجوي: تولى هذا المنصب من عام 1980 حتى عام 1994، حيث أشرف على تدريب وتأهيل ضباط القوات الجوية والدفاع الجوي.
5. قائد اللواء الثاني "عاصفة": قاد هذا اللواء من عام 1974 حتى عام 1977، وكان مسؤولًا عن العمليات العسكرية في هذه الوحدة.
6. أركان حرب اللواء الثاني "عاصفة": شغل هذا المنصب من عام 1972 حتى عام 1974، حيث كان مسؤولًا عن التخطيط والعمليات العسكرية في اللواء.
7. قائد موانع المدافعية المطار الجنوبي: شغل هذا المنصب من عام 1967 حتى عام 1986، حيث كان مسؤولًا عن الدفاعات الجوية في المنطقة الجنوبية.